# Antoni P. Canet
Antoni Pérez Canet, més conegut com a Toni Canet, (Llutxent, 1953 - València, 13 de novembre de 2018) fou un director, productor i guionista de cinema valencià.
El 1973 va finalitzar els seus estudis d'art dramàtic i el 1984 va crear la productora Doll d'Estels amb la qual va produir i realitzar diversos documentals institucionals i spots publicitaris per a televisió.
El 1988 dirigeix (també escriu el guió i co-produeix) la seua primera pel·lícula Amanece como puedas, seleccionada per al festival del Caire i premi a la millor pel·lícula en la VI Mostra de Cinema de Catalunya. Va dirigir dues pel·lícules més: La camisa de la serpiente (1996) i Las alas de la vida (2006).
Toni Canet va treballar per a Canal 9-Televisió Valenciana dirigint tant documentals (com Solfa íntima el 1990, Crònica amarga el 1991 i Viatjar sense bitllet el 1998) com la sèrie de ficció Benifotrem que fou la primera sèrie de producció pròpia realitzada per TVV i emesa l'any 1995.
L'Institut Valencià de Cultura li va concedir el dia 12 de novembre de 2018 el guardó d'honor dels Premis de l'Audiovisual Valencià 2018, en la seua primera edició. L'endemà moria Toni Canet a València.

## Filmografia
- 2017 - Calç blanca, negro carbón (director)[2]
- 2007 - Ja en tenim prou (co-director i coguionista)
- 2006 - Las alas de la vida (director i guionista)
- 2000 - La tarara del chapao (guionista i composior de la BSO)
- 1996 - La camisa de la serpiente (director)
- 1988 - Amanece como puedas (director i guionista)
- 1980 - Con el culo al aire (co-productor)